# Faradje (territoire)

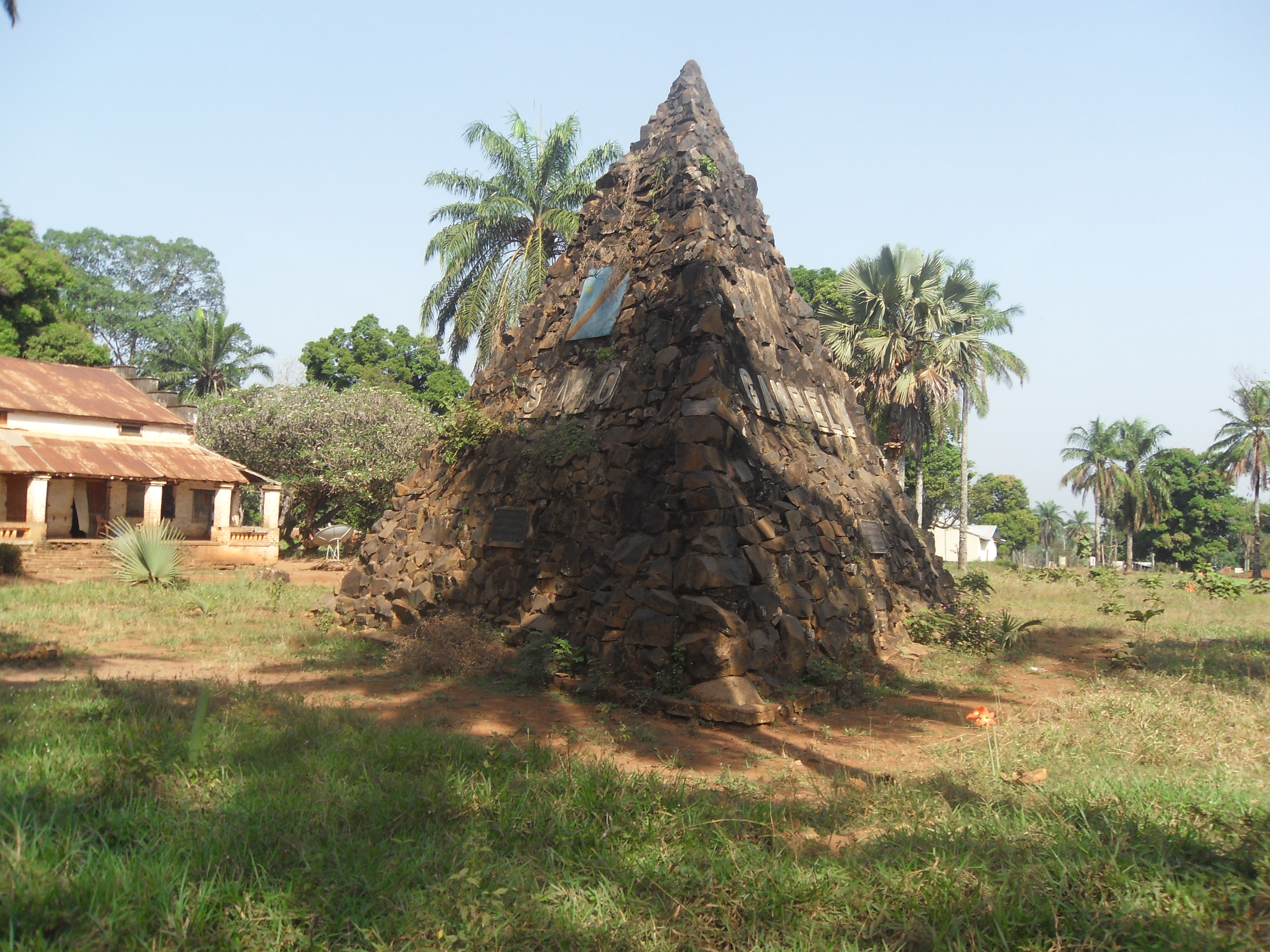
Faradje

Le territoire de Faradje est une entité administrative déconcenrée de la province du Haut-Uele en république démocratique du Congo.

## Géographie
Faradje est l'un de six territoires du District du Haut-Uélé. Il a une superficie de plus ou moins 22 000 km2, avec une population jeune estimée à plus ou moins 450 000 habitants.

## Communes
Le territoire compte deux communes rurales de moins de 80 000 électeurs.
- Aba, (7 conseillers municipaux)
- Faradje, (7 conseillers municipaux)

## Chefferies
Il est composé de 8 collectivités (8 chefferies et aucun secteur) :
| Subdivision  | Statut    |
| ------------ | --------- |
| Dongo        | Chefferie |
| Kakwa        | Chefferie |
| Logo-Bagela  | Chefferie |
| Logo-Doka    | Chefferie |
| Logo-Lolia   | Chefferie |
| Logo-Obeleba | Chefferie |
| Logo-Ogambi  | Chefferie |
| Mondo        | Chefferie |

## Population
C'est un territoire habité majoritairement par les peuples d'origine soudanaise dont les Logos (Ogambi, Lolia, Bagela, Doka, Obeleba), les Avokaya, les Mondo, les Baka, les Kakwa, les Dhongo, les Bari, les Padjulu... Un petit groupe des Azande habite également le nord de ce territoire.
Le territoire de Faradje comprend d'importantes agglomérations citadines dont Aba, Kurukwata, Tadu, Makoro, Abimva, Obi, Tandro, Kitambala, Tomati, etc.

## Éducation
Le niveau d'instruction y est encore en deçà de la moyenne. Les écoles, pas suffisantes, sont encore à équiper et le personnel enseignant n'est pas assez qualifié. Le territoire a à peine eu sa première université publique (2012) comme aussi son premier Institut Supérieur Pédagogique.

## Économie
C'est un territoire qui a pour activité principale l'agriculture (mais, riz, manioc, sésame, milet, sorgho, arachides, haricots, patates douces, bananes, courges, légumes...) et du petit élevage (volailles, caprins, bovins). Son économie est fondamentalement basée sur le petit commerce. Il ne dispose ni d'usines ni de sociétés commerciales.